# Norra Ny församling
Norra Ny församling var en församling i Karlstads stift och i Torsby kommun i Värmlands län. Församlingen uppgick 2002 i Norra Ny-Nyskoga församling.

## Administrativ historik
Församlingen har medeltida ursprung. Namnet var till 1 januari 1886 (enligt beslut den 17 april 1885) Ny församling. 1 maj 1873 utbröts Nyskoga församling.
Församlingen ingick till 1636 i en äldre Älvdals pastorat bestående av Ekshärads, Norra Råda, Dalby och Ny församlingar. Från 1636 till 1686 var församlingen moderförsamling i pastoratet Ny och Dalby. Från 1686 till 1 maj 1820 annexförsamling i pastoratet Ekshärad, Norra Råda, Dalby, Ny och Sunnemo som från 1789 även omfattade Gustav Adolfs församling. Från 1 maj 1820 till 1 maj 1873 moderförsamling i pastoratet Ny och Dalby som från 1831 även omfattade Norra och Södra Finnskoga församlingar. Från 1 maj 1873 till 1996 moderförsamling i pastoratet Norra Ny och Nyskoga. Från 1996 till 2002 ingick församlingen i Övre Älvdals pastorat där även ingick Dalby, Södra och Norra Finnskoga församlingar. Församlingen uppgick 2002 i Norra Ny-Nyskoga församling.

## Organister
| Period    | Namn                 | Levnadstid | Övrigt   |
| --------- | -------------------- | ---------- | -------- |
| 1857-1863 | Anders Eriksson      | 1821-1863  | Organist |
| 1864-1895 | Johan Viktor Nilsson | 1835-1914  | Organist |

## Kyrka
- Norra Ny kyrka